# Llano Palmar
Llano Palmar är en ort i Mexiko.   Den ligger i kommunen San Agustín Loxicha och delstaten Oaxaca, i den sydöstra delen av landet, 500 km sydost om huvudstaden Mexico City. Llano Palmar ligger 1 081 meter över havet och antalet invånare är 159.
Terrängen runt Llano Palmar är kuperad västerut, men österut är den bergig. Terrängen runt Llano Palmar sluttar brant västerut. Runt Llano Palmar är det ganska tätbefolkat, med 83 invånare per kvadratkilometer. Närmaste större samhälle är San Agustín Loxicha, 3,0 km sydost om Llano Palmar. I omgivningarna runt Llano Palmar växer i huvudsak städsegrön lövskog.